# Revue française de socio-économie
La Revue Française de Socio-Économie (RFSE) est une revue universitaire centrée sur les pratiques économiques au carrefour des sciences sociales et mettant au cœur de son projet éditorial la pluridisciplinarité. Elle publie des articles en sociologie et en économie, mais aussi en sciences politiques, gestion ou histoire. Elle publie de manière biannuelle ses numéros, le premier en fin de premier semestre (juin) le second en fin de second semestre (décembre). 

## Histoire
Fondée en 2008 par un collectif de chercheurs en économie et sociologie, la Revue Française de Socio-Économie se positionne au carrefour des sciences sociales et de l'économie et défend la pluridisciplinarité de la recherche. La Revue française de socio-économie (RFSE) a été fondée par Florence Jany-Catrice avec Richard Sobel et Bernard Convert (tous trois du Clersé) et a bénéficié d’un financement de l’Institut universitaire de France (IUF). Une fois installée dans le champ, et au bout de dix ans de fonctionnement, la fondatrice et les fondateurs ont passé la main au sociologue de l’économie Fabien Éloire et à l’économiste Anne Fretel (Paris 8). 
Cette revue est éditée par les Éditions La Découverte et disponible sur la plateforme Cairn.
Le numéro 1 et le numéro 20 de la revue possèdent des Editoriaux décrivant le projet et ses contours.

## Reconnaissances et soutiens
La RFSE est reconnue par le CNRS (Économie : classée 4 en Section 37) ; Sociologie : dans le périmètre) et l'HCERES (Économie-Gestion : classée C ; Sociologie : dans le périmètre). La revue est également soutenue par l’Institut des Sciences Humaines et Sociales du CNRS et hébergée par le laboratoire Clersé (UMR 8019), à l'Université de Lille.

## L'Équipe

### Le comité de rédaction
En 2025, le comité de rédaction est composé de :
- Stéphanie Barral
- Pierre Blavier
- Isabelle Bruno
- Leslie Carnoye
- Didier Cazal
- Frédéric Chavy
- Caroline Dufy
- Fabien Éloire
- Anne Fretel
- Yann Guy
- Gwladys Hadjimanolis
- Petia Koleva
- Benjamin Lemoine
- Igor Martinache
- Pierre Robert
- Diane Rodet
- Nicolas Postel
- Marie Trespeuch
- Sylvain Vatan
- Claire Vivès
- Marc Zune

À l'international les membres supplémentaires sont :
- Philip Balsiger
- Martine D'Amours
- Rainer Diaz-Bone
- Giovanna Fullin
- Mariana Luzzi
- Alberto Riesco Sanz
- Diane-Gabrielle Tremblay
- Marta Varanda
- Daniel Veloso Hirata

### Le comité scientifique
En 2025, le comité scientifique est composé de :
- Eve Chiapello
- Sophie Dubuisson-Quellier
- Olivier Favereau
- Marie-France Garcia-Parpet
- Corinne Gendron
- Isabelle Guérin
- Florence Jany-Catrice
- Jean-Louis Laville
- Emmanuel Lazega
- Frédéric Lebaron
- Margaret Maruani (†)
- Dominique Meda
- André Orléan
- Francesca Petrella
- Richard Sobel
- Philippe Steiner
- Pascale Trompette
- François Vatin
- Edwin Zaccai
- Pierre-Paul Zalio

### Les membres fondateurs
Les membres fondateurs sont :
- Robert Boyer
- Beat Burgenmeier
- Alain Caillé
- Michel Capron
- Jacques Charmes
- Bernard Convert
- Jean Copans
- Yves Dezalay
- François Eymard-Duvernay (†)
- Bernard Friot
- Jean Gadrey
- Gérard Gayot (†)
- Maurice Godelier
- André Guichaoua
- Bernard Hours
- Florence Jany-Catrice
- Danilo Martuccelli
- Pascal Petit
- Denis Requier-Desjardins
- Jose Rose
- Jean-Michel Servet
- Richard Sobel

## Le projet éditorial
La RFSE est une revue interdisciplinaire ayant pour socle l'économie et la sociologie. Ainsi elle s'ancre dans le périmètre des sciences sociales. Elle ne publie pas, ou de manière très exceptionnelle, des travaux économétriques. Cela implique donc qu'elle accorde beaucoup d'importance aux travaux fondés sur l'enquête empirique et qui mobilisent des théories et des concepts pour comprendre le  monde social. 
Cette revue a été créée pour offrir un espace principalement francophone de diffusion des travaux relevant du champ de la socio-économie et de la sociologie économique. La RFSE part du principe que les processus dits économiques sont toujours encastrés dans et/ou influencés par des contextes sociaux et politiques - sans prendre parti pour une définition ou une autre de la socio-économie ou de la sociologie économique.

## Évaluation et publication
La RFSE publie régulièrement des appels à articles, et accepte de recevoir des articles au fil de l'eau hors dossier.

### Normes de publications
Les normes de publications sont les suivantes :
- Les propositions doivent être originales, l’auteur s’engage à ne pas soumettre son texte à une autre revue durant un délai de trois mois.
- Les propositions peuvent être soumises en français ou en anglais. En cas d'acceptation de l'article, l'auteur devra proposer une traduction en français de la version finale.
- Le volume de l’article ne doit pas excéder 60 000 signes (TOUT compris).
- Titre donné en français et en anglais.
- Résumé (6 lignes maximum) en français et en anglais, ainsi que cinq mots-clés en français et en anglais.
- Identification et coordonnées de chaque auteur (adresse professionnelle, publiable, et adresse personnelle, non publiable) sur la première page du document.
- L’ensemble de l’article (1 ère page exclue) ne devra plus comporter d’éléments permettant d’identifier l’auteur.
- Notes en bas de page, conformément aux appels de note de la même page, numérotées en continu pour tout l’article.

Pour le fichier de votre article, si vous êtes familier avec la chose, l’idéal est d’utiliser une feuille de style, définie une bonne fois pour toute pour chaque type de frappe : texte courant (style « normal »), texte des notes, titres de l’article et intertitres, etc. (on peut par exemple copier la feuille de style du présent document). Cela simplifiera grandement le travail d’édition ultérieur.
Pour les utilisateurs de Macintosh, merci d’enregistrer le fichier de deux façons : en « .doc » et en « .rtf ».
L’article doit comporter des intertitres (style « Titre 2 »), environ tous les 2 ou 3 feuillets.

### Modalités d'évaluation pour la publication
Les modalités d'évaluation pour la publication sont les suivantes : 
- La proposition d'article est d'abord soumise à un avis de pertinence interne de la part du comité de rédaction, visant à vérifier que le texte soumis est de qualité et entre dans le périmètre et le projet éditorial de la revue. Voici les critères de l'avis de pertinence :

1. Thématique dans le champ de la RFSE : 
  1. Sur l’objet
  2. Sur le cadrage théorique
  3. Sur le caractère pluridisciplinaire
2. Présentation générale : 
  1. Style
  2. Structure
3. Clarté de la problématique
4. Clarté du cadrage théorique
5. Clarté de la méthode
6. Clarté des résultats
7. Valeur ajoutée du travail par rapport à l’existant
8. Bibliographie

- Si l'avis de pertinence est positif, l’article est alors soumis à l’expertise de deux rapporteurs externes (en général, un économiste et un sociologue) qui l’évaluent anonymement
  - Le comité de rédaction sollicite les rapporteurs externes. Il leur demande un rapport rédigé, d’une à deux pages, faisant état de l’intérêt de l’article, de la cohérence de son argumentation, des éventuels problèmes de forme, et faisant clairement apparaître un avis parmi les propositions suivantes :
    - Article publiable en l’état
    - Article non publiable en l'état, des modifications mineures sont nécessaires
    - Article non publiable en l'état, des modifications majeures sont nécessaires
    - Proposition de refus de l'article

  - Le rapport est attendu dans un délai de 4 à 6 semaines. Les deux rapports sont envoyés à l'auteur, accompagnés d'un chapô rédigé par le comité de rédaction. Le secrétariat de rédaction assure la continuité des relations avec les rapporteurs et les auteurs, sous la supervision du comité de rédaction.

Chaque article mis en évaluation fait aussi l'objet de discussions régulières en comité de rédaction, qui est souverain en ce qui concerne la décision finale d'acceptation de l'article.